# Östra Ukraina

Ukraina har en stor ryskspråkig befolkning i öster och söder/sydöst. Det motsvarar de ljusare områdena på kartan. Siffrorna är för andelen med ukrainska som modersmål vid folkräkningen 2001.

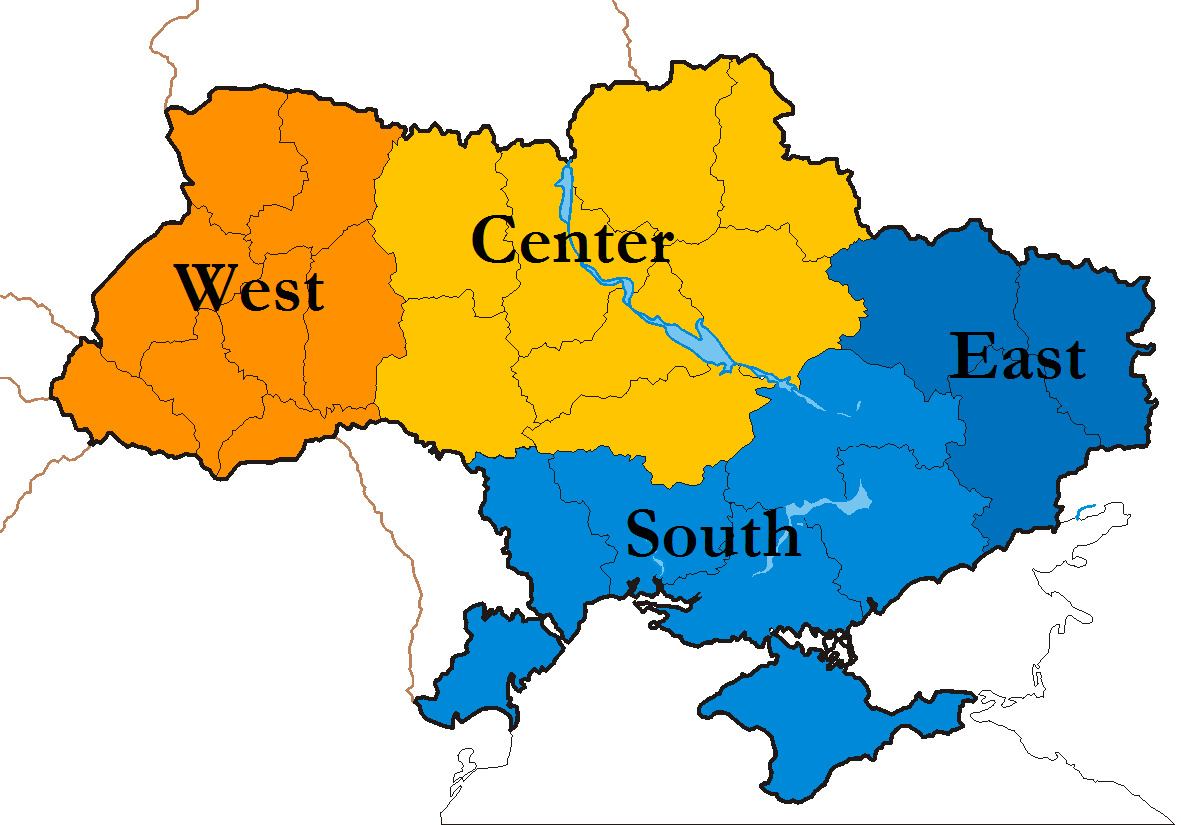
Den mörkblåa färgen representerar östra Ukraina.

Östra Ukraina (ukrainska: Східна Україна, Schidna Ukrajina) är ett både geografiskt och geopolitiskt begrepp. I geografisk mening inkluderar det i allmänhet oblasten Luhansk, Donetsk och Charkiv, medan det i geopolitisk mening ofta nämns som synonymt med de två förstnämnda oblasten (vilka ligger längst i öster). De här två oblasten är också kärnan i den mer odefinierade region som brukar kallas Donetsbäckenet (ryska: Donbass; ukrainska: Donbas; efter områdets största flod  Donets).

## Översikt
Donetsbäckenet präglas av tung industri, baserad på de rika tillgången på stenkol i området. Genom 1800- och 1900-talets industrialisering av området har regionen kring Donets numera en mycket hög andel rysktalande, med eller utan rysk etnisk identitet. Politiska motsättningar mellan ukrainska centraladministrationen och de till majoriteten rysktalande/etniska ryssar i regionen ledde 2014 till en öppen konflikt som under året lett till ett separatistiskt styre (med stöd från Ryska federationen) i stora delar av det ukrainska Donbass. 
I östra Ukraina bor det fler rysktalande än i övriga landet. Den ortodoxa tron är mest representerad i östra Ukraina. Donetsbäckenet har dock en högre andel etniska ryssar än området kring Charkiv, vilket präglat de båda områdenas kulturella tillhörighet och politiska utveckling. Staden Charkiv, som har en stor ryskspråkig minoritet, har dock de senaste årtiondena vacklat mellan sin ryskspråkiga och sin ukrainska identitet; för närvarande kallar man oftast – men inte konsekvent – staden för Charkov (Ха́рьков; rysk namnvariant), och många tidigare ukrainskspråkiga tidningar ges idag ut på ryska.

## Konflikten 2014-
De proryska protesterna i Ukraina omvandlades under april och maj 2014 till regelrätta ockupationer av större delar av Donetsk och Luhansk oblast. Där har man utropat separatistiska republiker (Folkrepubliken Donetsk respektive Folkrepubliken Lugansk senare skapades Federala staten Nya Ryssland) och genomfört "folkomröstningar" (11 maj), och i både Luhansk och Donetsk län har den ukrainska säkerhetsapparaten (polis etc) kollapsat. Sedan juni 2014 pågår det strider mellan Ukrainas militära styrkor och beväpnade grupper från de separatistiska republikerna, bland annat runt grannstäderna Slovjansk (se Belägringen av Slovjansk) och Kramatorsk. I Mariupol vid Azovska sjön har företagsledaren Rinat Achmetov organiserat lokala garden för att återupprätta ordningen. Presidentvalet i Ukraina 2014 den 25 maj kunde på grund av oroligheterna inte genomföras i större delen av de två län; Mariupol med omnejd var ett av de få undantagen.
De nya och ensidigt utlysta republikerna har inte lyckats etablera full kontroll över sina territorier och är sedan april 2014 inblandade i strider mot ukrainska säkerhetsstyrkor och delar av Ukrainas armé som vill återföra regionerna under nationell kontroll. I slutet av juni 2014 kontrollerade folkrepublikerna cirka hälften av de respektive oblastens territorium, medan Ukraina var i kontroll över resten. En militär ukrainsk offensiv under juli och augusti följdes av en separatistisk (och enligt många rapporter ryskstödd) motoffensiv. Därefter utlystes en bräcklig vapenvila, vilken minskat den öppna konflikten och bidragit till att låsa positioner och gränslinjer. Många ser likheter (och skillnader) mellan den här situationen och Transnistriens Rysslandsstödda de facto-utbrytning ur Moldavien.